# Brent Sancho
Brent Sancho (Port of Spain, 13 de março de 1977) é um ex-futebolista trinitário que atuava como zagueiro. Atualmente é Ministro dos Esportes de seu país natal.

## Carreira
Iniciou sua carreira no futebol universitário dos Estados Unidos, onde atuou entre 1994 e 1997 por Essex Community College e St. John's Red Storm, e se profissionalizou em 1998, no Brooklyn Italians.
Jogou também por MyPa, Tervarit (ambos da Finlândia), Joe Public, San Juan Jabloteh (Trinidad e Tobago), Charleston Battery e Portland Timbers (Estados Unidos) até 2003, quando foi para o Reino Unido, onde atuou por Dundee, Gillingham (onde viveu sua melhor fase), Millwall (não atuou) e Ross County (2 partidas).
Sancho ainda vestiu as camisas de Atlanta Silverbacks, North East Stars e Rochester Rhinos, encerrando a carreira em 2010.

## Seleção Trinitária
Convocado para a Seleção Trinitária desde 1999, Sancho disputou 2 edições da Copa Ouro da CONCACAF (2002 e 2005) e a a Copa de 2006, a primeira disputada pelos caribenhos.
No amistoso contra o Peru, atuou como lateral e foi substituído por Ian Cox no segundo tempo. Seria inicialmente reserva de Marvin Andrews, porém o titular se lesionou gravemente e, apesar da recuperação rápida, perdeu a vaga para Sancho, que tornou-se o primeiro atleta do Gillingham a disputar um jogo de Copa do Mundo (Cox, que também atuava pelos Gills na época, ficou no banco de reservas e não disputou nenhuma partida). Em território alemão, o zagueiro foi lembrado pelo lance do primeiro gol da Inglaterra, onde teve seu cabelo puxado por Peter Crouch, e reclamou que a falta não foi apitada porque Trinidad e Tobago "não tinha tradição".
| “ | Definitivamente, foi falta. Em 99 vezes de cem, os árbitros marcam a infração. Mas quando se trata de uma seleção de pouca tradição, como a nossa, eles não levam a sério. | ” |

Outro lance que teve o zagueiro como protagonista foi o gol-contra que fez no jogo contra o Paraguai, que minou as chances de classificação de Trinidad na Copa. Ironicamente, esta foi a única vez que a seleção caribenha balançou as redes no torneio, uma vez que Trinidad não teve nenhum gol a seu favor. Em outubro de 2006, Sancho e outros 12 atletas anunciaram que não voltariam a jogar pela Seleção.

## Pós-aposentadoria
Após deixar os gramados, o zagueiro acumulou as funções de treinador e proprietário do North East Stars, antes de criar sua própria equipe, o Central FC, onde permaneceu até 2015, quando passou o comando para Kevin Harrison.
Em fevereiro do mesmo ano, foi nomeado Ministro dos Esportes de Trinidad e Tobago pelo primeiro-ministro Kamla Persad-Bissessar.

## Títulos
Charleston Battery
- USL First Division (Conferência Leste): 1 (1999)

San Juan Jabloteh
- Copa da Liga de Trinidad: 1 (2003)
- Campeonato de Clubes da CFU: 1 (2003)